# Fort Wallace
Fort Wallace est une fortification de la cavalerie des États-Unis construite en 1865 dans le Kansas pour défendre les colons des expéditions cheyennes et sioux. Aujourd'hui, il ne reste qu'un cimetière, mais pendant plus de dix ans, Fort Wallace est un des postes militaires les plus importants de la région.

## Histoire
En 1865, l'armée des États-Unis établit Camp Pond Creek à la jonction de Pond Creek et de la branche sud de la Smoky Hill afin de protéger la piste de la Smoky Hill (en). Il est renommé le 18 avril 1866 en l'honneur du brigadier général W. H. L. Wallace (en) tué en 1862 à la bataille de Shiloh. En 1867, Fort Wallace est qualifié de fort le plus résistant de l'Ouest des États-Unis. Il est abandonné en 1882.